# Gedegan
Gedegan is een bestuurslaag in het regentschap Temanggung van de provincie Midden-Java, Indonesië. Gedegan telt 991 inwoners (volkstelling 2010).